# Krijejtiv komons licence
Krijejtiv komons licence (енгл. Creative Commons licenses) su porodica licenci autorskih prava koje omogućavaju vlasniku autorskog dela da zaštiti svoj rad, ali i ujedno omogući korišćenje svog dela uz uslove koje je sam odabrao. Ove licence su zasnovane na autorskom pravu, pa se njima ne može zaštititi nešto što se zakonski ne smatra autorskim delom. Pustila ih je u upotrebu neprofitna američka organizacija Creative Commons 16.12.2002. godine.

## Osobine
Creative Commons licence nisu isključive i nisu opozive. Neisključivost znači da je moguće delo koje je zaštićeno ovom licencom objaviti i pod drugačijim uslovima, tj. zaštititi nekom drugom licencom. Neopozivost licence znači da je nemoguće sprečiti korišćenje autorskog dela, ako je u skladu sa uslovima licence, čak i ako se delo povuče iz prometa. Prestanak distribucije dela ne utiče na već umnožene primerke.

## Osnovni tipovi licence[3]
Autorstvo (Attribution)  - Dozvoljava umnožavanje, distribuciju i javno saopštavanje dela, kao i preradu originala, pod uslovom da se navede ime autora.
  Nekomercijalno (Noncommercial)  - Dozvoljava umnožavanje, distribuciju i javno saopštavanje dela, kao i preradu, ali samo u nekomercijalne svrhe.
  Bez prerada (No Derivative Works)  - Dozvoljava umnožavanje, distribuciju i javno saopštavanje dela, ali ne dozvoljava prerade.
  Deliti pod istim uslovima (Share Alike)  - Dozvoljava umnožavanje, distribuciju i javno saopštavanje dela, kao i preradu, ali samo pod uslovom da se prerada distribuira pod istom ili sličnom licencom.

## Kombinacije
Kombinovanjem osnovnih tipova licenci dobija se 16 mogućih licenci, od kojih je 11 validno. Od 11 validnih, pet ne sadrže Autorstvo, koje autori traže u najvećem broju slučajeva. Tako ostaje šest najviše korišćenih kombinacija:
 Autorstvo - Deliti pod istim uslovima (Attribution - Share Alike) - Ova licenca predstavlja kombinaciju dva osnovna tipa licence - autorstvo i deliti pod istim uslovima, pa je određuje kombinacija njihovih uslova. Dozvoljava umnožavanje, distribuciju i javno saopštavanje dela, i prerade, ako se navede ime autora na način odredjen od strane autora ili davaoca licence i ako se prerada distribuira pod istom ili sličnom licencom. Dozvoljava komercijalnu upotrebu dela i prerada. Slična je licencama kojim se štiti opensource software.
 Autorstvo - Bez prerada (Attribution - No Derivative Works)  Ova kombinacija omogućava upotrebu dela u komercijalne svrhe. Dozvoljava umnožavanje, distribuciju i javno saopštavanje dela, pod uslovom da se navede ime autora, ali zabranjuje preradu, preoblikovanje i upotrebu dela u sklopu nekog drugog.
 Autorstvo - Nekomercijalno (Attribution - Noncommercial)  - Ova licenca ne dozvoljava upotrebu dela u komercijalne svrhe. Umnožavanje, distribucija i javno saopštavanje dela, kao i prerada, su dozvoljeni uz uslov da se navede ime autora.
 Autorstvo - Nekomercijalno - Deliti pod istim uslovima (Attribution - Noncommercial - Share Alike)  - Ova kombinacija ne dozvoljava upotrebu dela u komercijalne svrhe. Korisniku dela je dozvoljeno množavanje, distribucija i javno saopštavanje dela, kao i prerada, podsu lovom da se navede ime autora i da se prerada distribuira pod istom ili sličnom licencom.
 Autorstvo - Nekomercijalno - Bez prerada (Attribution - Noncommercial - No Derivative Works) - Ova licenca najvise ograničava korisnika. Ne dozvoljava upotrebu dela u komercijalne svrhe. Dozvoljava umnožavanje, distribuciju i javno saopštavanje dela, sa zabranom prerade, preoblikovanja i upotrebe dela u sklopu nekog drugog , pod uslovom da se navede ime autora.

## Prava i obaveze korisnika dela
Creative Commons licence se dodaju delu i omogućavaju svakom da ga koristi u skladu sa uslovima licence.
Prema uslovima koje je odredio autor, korisnici imaju prava da delo umnožavaju, distribuiraju, javno prikazuju i izvode delo i dr.
Svaka licenca od korisnika dela zahteva da od autora izričito traži dozvolu za svaku upotrebu koja nije dozvoljena licencom, da upozorenje o autorskim pravima ostane netaknuto, da ne menjaju uslove licence, da u kopijama dela izvrše referencu na izvorno delo itd.

## Tri "sloja" licence[9]
Creative Commons licnce sadrže takozvani "troslojni" dizajn.
1. Sadržaj ugovora (Legal Code layer) je prvi sloj svake licence, razumljiv pravnicima. Obezbeđuje pravnu snagu ugovoru o licenci.
2. Osnovni opis (The Commons Deed) se nalazi "iznad" sadržaja ugovora i predstavlja svima lako razumljiv opis licence.
3. Digitalni kod (metapodaci, metadata) je deo licence koji je čitljiv računaru. On omogućava WEB pretragu dela koja su zaštićena licencom.

## Kako dobiti licencu
Pre licenciranja neophodno je proveriti da li se delo može zakonski smatrati autorskim. Takođe, morate biti sigurni da ste nosilac prava na delo. Postoji razlika u licenciranju dela koje je u elektronskom obliku od licenciranja dela u neelektronskom obliku.

### Licenciranje dela u elektronskoj formi (online)
Prvi korak je popunjavanje elektronskog formulara na zvaničnom sajtu Creative Commons-a i izbor licence. Nakon toga je potrebno svom delu dodati HTML kod koji je zadužen za pojavljivanje oznake da je delo licencirano Creative Commons licencom. Ovaj HTML kod sadrži i metapodatke.

### Licenciranje dela u neelektronskoj formi (offline)
Prvi korak je popunjavanje elektronskog formulara na zvaničnom sajtu Creative Commons-a i izbor licence. Nakon toga je potrebno svoje delo označiti izjavom tipa: "Ovo delo je licencirano Creative Commons licencom [unesite opis]. Da biste videli kopiju ove licence, pogledajte [uneti url]"; ili, "pošaljite pismo Creative Commons, 171 2nd Street, Suite 300, San Francisco, California, 94105, USA.” Razlika je u tome što offline dela ne sadrže metapodatke.

## Primena Creative Commons licenci
Creative Commons licence se mogu primeniti na dela koja su zaštićena autorskim i srodnim pravima, te se zakonski mogu smatrati autorskim delom. U ovu grupu spadaju književna dela, naučni radovi, umetnička dela, zvučni i video zapisi, radiodifuzna emitovanja, interaktivna dela i sl.
Creative Commons licence se ne mogu primeniti na dela koja ne spadaju u domen autorskog zakonodavstva, kao što su ideje, matematički koncepti, službeni dokumenti, narodna književna i umetnička dela itd.

## Spoljašnje veze
- Zvanični sajt Creative Commons
- Creative Commons Srbija Архивирано на веб-сајту  (17. мај 2014)